# 688
Раннє Середньовіччя. Триває чума Юстиніана. У Східній Римській імперії триває правління Юстиніана II. Більшу частину території Італії займає Лангобардське королівство, деякі області належать Візантії. Франкське королівство розділене між правителями з династії Меровінгів. Іберію займає Вестготське королівство. В Англії триває період гептархії. Авари та слов'яни утвердилися на Балканах. Центр Аварського каганату лежить у Паннонії. Існують слов'янські держави: Карантанія та Перше Болгарське царство.
Омеядський халіфат займає Аравійський півострів, Сирія, Палестина, Персія, Єгипет, частина Північної Африки. У Китаї правління триває династії Тан. Індія роздроблена. У Японії триває період Ямато. Хазарський каганат підпорядкував собі кочові народи на великій степовій території між Азовським морем і Аралом. Відновився Тюркський каганат.
На території лісостепової України в VII столітті виділяють пеньківську й празьку археологічні культури. У VII столітті тривало швидке розселення слов'ян. У Північному Причорномор'ї співіснують різні кочові племена, зокрема булгари, хозари, алани, авари, тюрки.

## Події
- Візантійський василевс Юстиніан II здобув перемогу над булгарами.
- Бербери вибили арабські війська з Кайруана. Араби відступили до Лівії, де їх розгромили візантійці.
- У Франкському королівстві убито мажордома Нейстрії Берхара, король Теодоріх III визнає Пепіна Герістальського мажордомом усього королівства, однак Пепін повернувся в Австразію, залишивши мажордомом Нейстрії свого ставленика.

## Народились
- Карл Мартел